# Kerk van Vellage
De hervormde Kerk van Vellage (Duits: Vellager Kirche) is een kerkgebouw in Vellage, een Ortsteil von Weener, in het Oost-Friese Reiderland (Nedersaksen). De oudste delen van de bakstenen kerk gaan terug op de 13e eeuw.

## Geschiedenis
In de middeleeuwen viel Vellage onder de kerk van Aschendorf aan de Eems in het bisdom Osnabrück. Het op een warft gelegen kerkje gaat terug op een zaalkerk uit de 13e eeuw, waarvan de kleine rondboogramen en het later dichtgemetselde portaal aan de noordelijke kant alsmede een zaagtandfries nog getuigen. Het rechthoekige gebouw meet 14,6 meter bij 7,8 meter en heeft een hoogte van slechts 3,4 meter. Het diende in de late middeleeuwen als kerkgebouw van de Johannieters, die in het naburige Halte een voorwerk bezaten. Aan de noordelijke kant werd in het westelijke deel een schietgat en in het oostelijke deel een hagioscoop dichtgemetseld. Verder bevindt zich aan de noordelijke en oostelijke kant een sacramentsnis en een nis voor een voormalig waterbekken. In de gotische tijd werd de kerk ingrijpend verbouwd. Zo werden waarschijnlijk rond de 14e eeuw de toren aangebouwd en de oostelijke kant van (tegenwoordig dichtgemetselde) spitsboogramen en daarboven drie getrapte blindnissen voorzien.
Tijdens de reformatie wisselde de gemeente het katholieke geloof voor de leer van Calvijn in. Om de verzakking van de toren tegen In de loop der eeuwen verzakte de toren enigszins, waardoor ankers de structuur stabiliteit moeten geven.

## Interieur

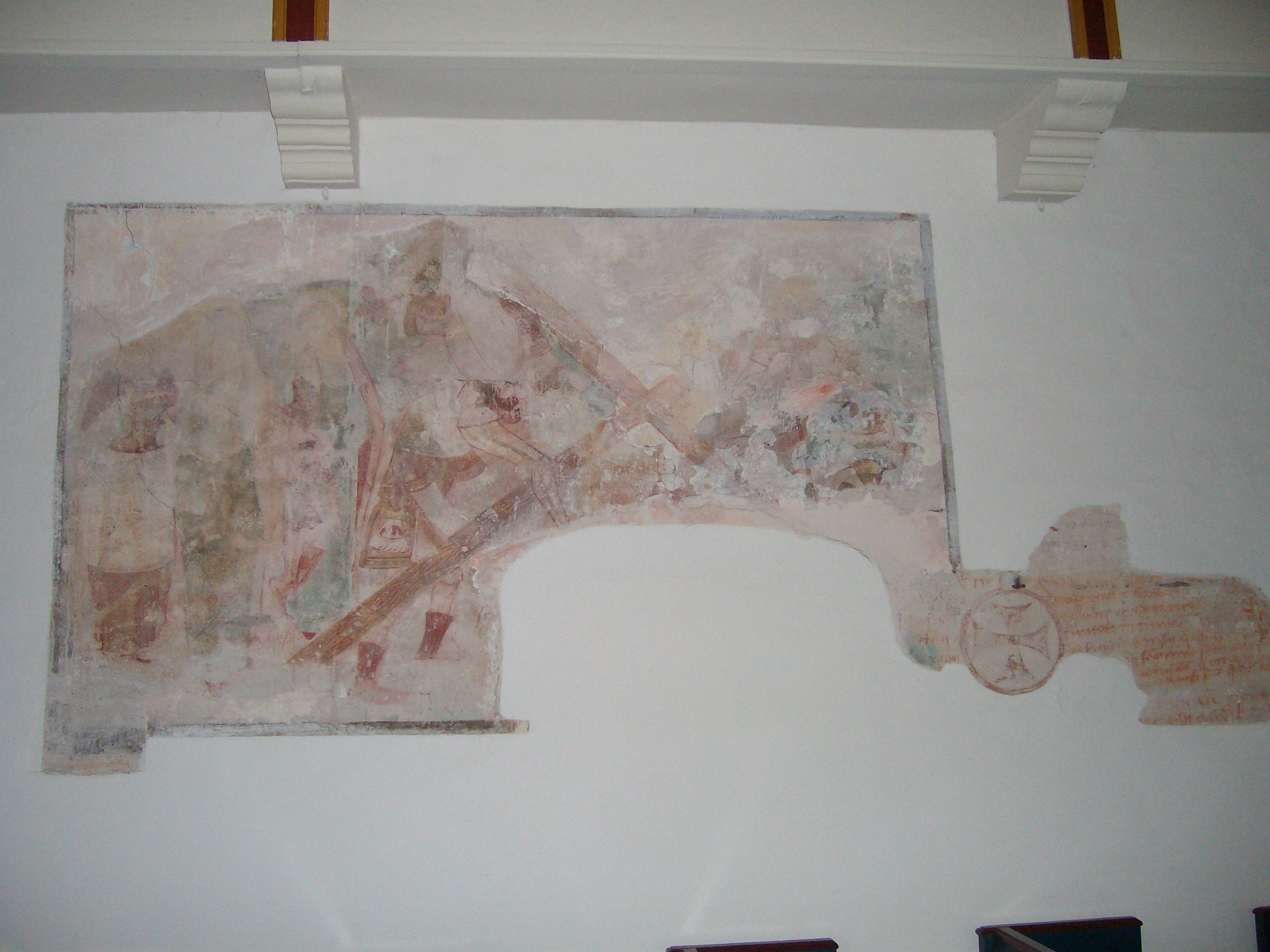
Muurfresco aan de noordelijke muur

In plaats van het oorspronkelijk vlakke balkenplafond werd in het midden van de 19e eeuw een houten tongewelf ingebracht. Uit de periode voor de reformatie dateren de fresco's aan de noordelijke muur. Ze werden tijdens renovatiewerkzaamheden in de jaren 1930 blootgelegd en tonen een kruisdragende Christus. Daarnaast zijn in verbleekte kleuren de heilige Veronica met het zweetdoek, Maria, Johannes, Simon Petrus en een ridder te zien. Aan beide kanten van de lengtezijden van het kerkschip bleven de wijdingskruisen bewaard. In het koor bevinden zich te grafzerken uit de jaren 1613 en 1704.
Het kerkorgel werd in de jaren 1885 tot 1888 door de gebroeders Rohlfing uit Osnabrück gebouwd achter een neogotische orgelkas. Het instrument bezit zes registers verdeeld over één manuaal en pedaal en bleef grotendeels bewaard.
Tot de vasa sacra behoren een beker uit het jaar 1782, waarop de namen van alle 61 schenkers staan ingegraveerd alsmede twee tinnen schalen en een tinnen kan (1865).